# Marcellin Yao Kouadio
Marcellin Yao Kouadio (Vavoua, 10 gennaio 1960) è un vescovo cattolico ivoriano, dal 25 aprile 2018 vescovo di Daloa.

## Biografia
Marcellin Yao Kouadio è nato a Vavoua, nella regione dell'Alto Sassandra, nel centro-ovest della Costa d'Avorio, il 10 gennaio 1960.

### Formazione e ministero sacerdotale
Dopo gli studi primari, si è trasferito nella città di Daloa e infine al Collegio "San Viatore" di Bouaké dove ha compiuto gli studi secondari.
Ha compiuto gli studi per il sacerdozio prima nel seminario maggiore di filosofia di Abadjin-Kouté ad Abidjan e poi nel seminario maggiore di Anyama, dove ha studiato teologia.
Il 29 dicembre 1990 è stato ordinato presbitero per la diocesi di Daloa da monsignor Pierre-Marie Coty, vescovo di Daloa. In seguito è stato vicario parrocchiale della parrocchia di Santa Maria a Zuenoula dal 1991 al 1994. Nel 1994 è stato inviato a Roma per studi. Ha conseguito il dottorato in missiologia presso la Pontificia Università Gregoriana a la licenza in teologia biblica presso la Pontificia Università Urbaniana. Nel 2001 è tornato in patria. Ha prestato servizio come direttore diocesano dell'educazione cattolica per la diocesi di Daloa, professore di missiologia presso il seminario filosofico provinciale "San Pietro" di Daloa e vicario domenicale in varie parrocchie tra le quali quella della cattedrale di Cristo Re a Daloa dal 2002 al 2006; direttore nazionale dell'educazione cattolica con residenza presso il seminario maggiore di Abadjin-Kouté ad Abidjan dal 2007 e professore a tempo parziale presso il seminario maggiore di Anyama.

### Ministero episcopale
Il 1º luglio 2009 papa Benedetto XVI lo ha nominato vescovo di Yamoussoukro. Ha ricevuto l'ordinazione episcopale il 22 agosto successivo nella basilica di Nostra Signora della Pace a Yamoussoukro dal cardinale Bernard Agré, arcivescovo metropolita di Abidjan, co-consacranti il vescovo emerito di Daloa Pierre-Marie Coty e l'arcivescovo metropolita di Gagnoa Joseph Yapo Aké. Come motto ha scelto l'espressione "Veritas liberabit vos".
Nel settembre del 2014 ha compiuto la visita ad limina.
Il 25 aprile 2018 papa Francesco lo ha nominato vescovo di Daloa.
Dal 4 giugno 2023 è presidente della Conferenza dei vescovi cattolici della Costa d'Avorio.
Ha partecipato alla prima sessione della XVI assemblea generale ordinaria assemblea generale ordinaria del Sinodo dei vescovi che ha avuto luogo nella Città del Vaticano dal 4 al 29 ottobre 2023 sul tema "Per una Chiesa sinodale: comunione, partecipazione e missione"  e alla seconda sessione della stessa assemblea, svoltasi nel medesimo luogo dal 2 al 27 ottobre 2024.

## Opinioni
Il 4 giugno 2023, dopo la sua elezione a presidente della Conferenza dei vescovi cattolici della Costa d'Avorio, durante la messa di chiusura della 123ª assemblea generale plenaria, ha denunciato il clima socio-politico della Costa d'Avorio  e le disuguaglianze economiche, in particolare "il tribalismo, la giustizia selettiva e la corruzione generalizzata".
Queste parole sono diventate virali sui mezzi di comunicazione sociale. Il 7 giugno, durante la conferenza stampa successiva al Consiglio dei ministri, Amadou Coulibaly, ministro della comunicazione e portavoce del governo ivoriano, sottolineando il positivo bilancio dell'esecutivo ha risposto: "[...] Il mio mondo è quello in cui un bambino non percorre più di cinque chilometri per andare a scuola [...]". Ha continuato: "Questo è il mondo in cui vivo. Non so se è invisibile o se è reale. Ma poiché il vescovo e io non siamo nello stesso mondo, non commenterò oltre".

## Opere
- Marcellin Yao Kouadio, L'inculturation à la lumière de l'exhortation apostolique: "Ecclesia in Africa", Parigi, L'Harmattan, 2014,  pp. 264, ISBN 978-2343029429. URL consultato il 19 aprile 2025.

## Genealogia episcopale
La genealogia episcopale è:
- Cardinale Scipione Rebiba
- Cardinale Giulio Antonio Santorio
- Cardinale Girolamo Bernerio, O.P.
- Arcivescovo Galeazzo Sanvitale
- Cardinale Ludovico Ludovisi
- Cardinale Luigi Caetani
- Cardinale Ulderico Carpegna
- Cardinale Paluzzo Paluzzi Altieri degli Albertoni
- Papa Benedetto XIII
- Papa Benedetto XIV
- Papa Clemente XIII
- Cardinale Bernardino Giraud
- Cardinale Alessandro Mattei
- Cardinale Pietro Francesco Galleffi
- Cardinale Filippo de Angelis
- Cardinale Amilcare Malagola
- Cardinale Giovanni Tacci Porcelli
- Papa Giovanni XXIII
- Cardinale Bernard Yago
- Cardinale Bernard Agré
- Vescovo Marcellin Yao Kouadio